# Trachonurus
Trachonurus es un género de peces actinopterigios de la familia Macrouridae y de la orden de los gadiformes.

## Especies
- Trachonurus gagates Iwamoto & P. J. McMillan, 1997
- Trachonurus robinsi Iwamoto, 1997
- Trachonurus sentipellis C. H. Gilbert & Cramer, 1897
- Trachonurus sulcatus (Goode & T. H. Bean, 1885)
- Trachonurus villosus (Günther, 1877) (Furry whiptail)
- Trachonurus yiwardaus Iwamoto & A. Williams, 1999

- Datos: Q2183737
- Multimedia: Trachonurus / Q2183737
- Especies: Trachonurus